# Dänische Fußballnationalmannschaft/Weltmeisterschaften
Der Artikel beinhaltet eine ausführliche Darstellung der dänischen Fußballnationalmannschaft bei Weltmeisterschaften. Dänemark nahm 2022 zum sechsten Mal teil.

## Überblick
| Jahr | Gastgeberland  | Teilnahme bis …    | Letzte(r) Gegner                 | Ergebnis | Trainer         | Bemerkungen und Besonderheiten |
| ---- | -------------- | ------------------ | -------------------------------- | -------- | --------------- | --- |
| 1930 | Uruguay        | nicht teilgenommen |                                  |          |                 | |
| 1934 | Italien        | nicht teilgenommen |                                  |          |                 | |
| 1938 | Frankreich     | nicht teilgenommen |                                  |          |                 | |
| 1950 | Brasilien      | nicht teilgenommen |                                  |          |                 | |
| 1954 | Schweiz        | nicht teilgenommen |                                  |          |                 | |
| 1958 | Schweden       | nicht qualifiziert |                                  |          |                 | In der Qualifikation an England gescheitert |
| 1962 | Chile          | nicht teilgenommen |                                  |          |                 | |
| 1966 | England        | nicht qualifiziert |                                  |          |                 | In der Qualifikation an der UdSSR gescheitert |
| 1970 | Mexiko         | nicht qualifiziert |                                  |          |                 | In der Qualifikation an der ČSSR gescheitert |
| 1974 | Deutschland    | nicht qualifiziert |                                  |          |                 | In der Qualifikation an Schottland gescheitert |
| 1978 | Argentinien    | nicht qualifiziert |                                  |          |                 | In der Qualifikation an Polen gescheitert |
| 1982 | Spanien        | nicht qualifiziert |                                  |          |                 | In der Qualifikation an Jugoslawien und Italien gescheitert |
| 1986 | Mexiko         | Achtelfinale       | Spanien                          | 9.       | Josef Piontek   | |
| 1990 | Italien        | nicht qualifiziert |                                  |          |                 | In der Qualifikation an Rumänien gescheitert |
| 1994 | USA            | nicht qualifiziert |                                  |          |                 | In der Qualifikation an Spanien und Irland gescheitert |
| 1998 | Frankreich     | Viertelfinale      | Brasilien                        | 8.       | Bo Johansson    | |
| 2002 | Südkorea/Japan | Achtelfinale       | England                          | 10.      | Morten Olsen    | |
| 2006 | Deutschland    | nicht qualifiziert |                                  |          |                 | In der Qualifikation an der Ukraine und der Türkei gescheitert, die Türkei scheiterte dann in den Play-offs. |
| 2010 | Südafrika      | Vorrunde           | Niederlande, Kamerun, Japan      | 24.      | Morten Olsen    | |
| 2014 | Brasilien      | nicht qualifiziert |                                  |          |                 | In der Qualifikation an Italien gescheitert. Als schlechtester Gruppenzweiter qualifizierte sich Dänemark nicht für die Playoff-Runde der besten acht Gruppenzweiten, in der vier weitere WM-Startplätze vergeben wurden. |
| 2018 | Russland       | Achtelfinale       | Kroatien                         | 11.      | Åge Hareide     | Niederlage im Elfmeterschießen. |
| 2022 | Katar          | Vorrunde           | Tunesien, Frankreich, Australien | 28.      | Kasper Hjulmand | Als dritte Mannschaft vorzeitig qualifiziert. Gegner bei der Endrunde waren Titelverteidiger Frankreich (1:2), Tunesien (0:0) und Australien (0:1).                                                                       |

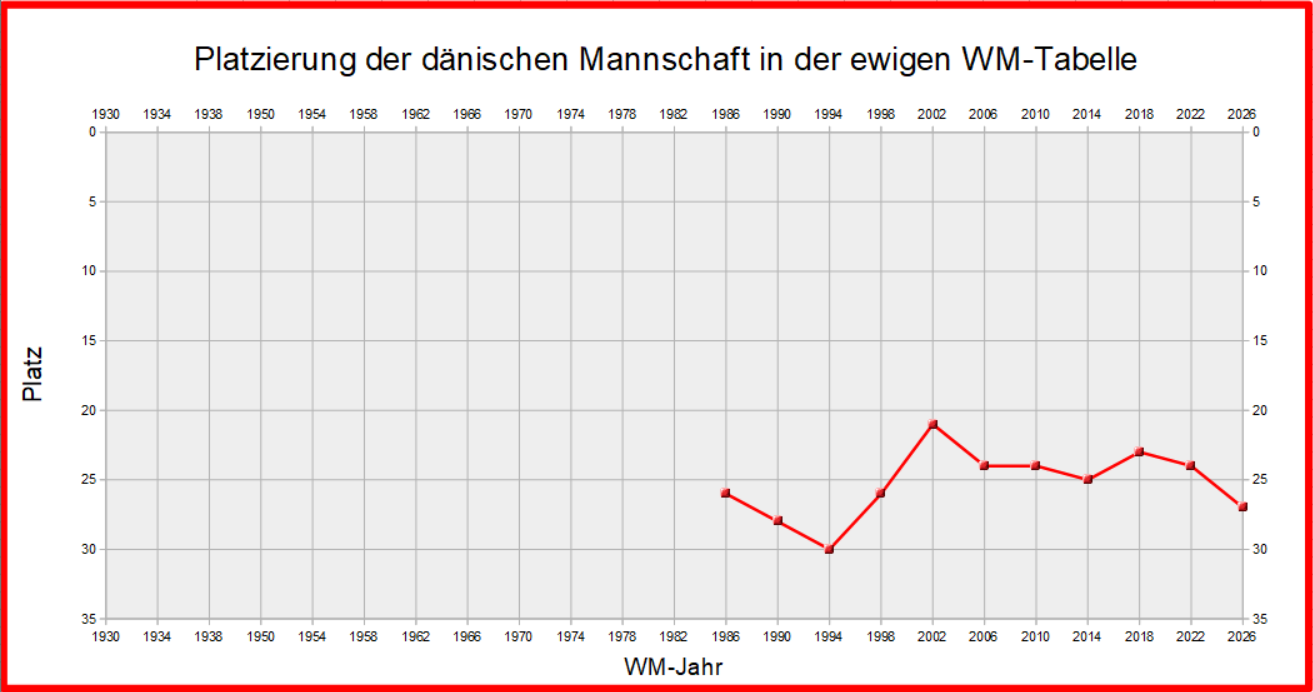
Platzierung der dänischen Mannschaft in der ewigen WM-Tabelle

Statistik (Angaben inkl. 2022: 22 Weltmeisterschaften; Prozentangaben sind gerundet)
- Nicht teilgenommen: 6× (27 %; 1930, 1934, 1938, 1950, 1962)
- Nicht qualifiziert: 10× (45 %; 1958, 1966, 1970, 1974, 1978, 1982, 1990, 1994, 2006 und 2014)
- Sportliche Qualifikation: 6× (27 % bzw. bei 38 % der Versuche)
  - Vorrunde: 2× (9 %; 2010 und 2022)
  - Achtelfinale: 3× (14 %; 1986, 2002 und 2014)
  - Viertelfinale: 1× (5 %; 1998)

## WM-Turniere

### 1930 bis 1954
Die dänische Mannschaft hatte zwar bereits 1908 mit dem Länderspielbetrieb begonnen und bei den Olympischen Spielen 1908 und 1912 das Finale erreicht, an der ersten WM nahm sie aber wie viele europäische Mannschaften nicht teil. Auch bei den vier folgenden Weltmeisterschaften nahm Dänemark nicht teil.

### 1958 in Schweden
Zur WM in Schweden wollte sich Dänemark erstmals qualifizieren und musste gegen England und Irland antreten. Am 3. Oktober 1956 bestritt Dänemark sein erstes WM-Qualifikationsspiel und verlor mit 1:2. Mit dem Anschlusstreffer zum 1:2 in der 86. Minute erzielte Aage Jensen das erste Qualifikationstor für die Dänen. Da auch die drei anderen Spiele verloren wurden, schieden die Dänen als Gruppendritter aus.

### 1962 in Chile
Erneut verzichtete der dänische Verband auf die Teilnahme.

### 1966 in England
Die Qualifikation für die WM in England musste Dänemark gegen die UdSSR, Wales und Griechenland bestreiten. Dänemark gelang im ersten Spiel am 21. Oktober 1964 in Kopenhagen mit einem 1:0 gegen Wales der erste Sieg in einem WM-Qualifikationsspiel durch ein Tor von Ole Madsen. Danach folgten aber vier Niederlagen und nur beim 1:1 gegen Griechenland gelang ein weiterer Punktgewinn. Damit schied Dänemark wieder als Gruppenletzter aus.

### 1970 in Mexiko
Für die erste WM in Mittelamerika konnte sich Dänemark erneut nicht qualifizieren. Die Tschechoslowakei und Ungarn waren stärker, die sich am Ende in einem Entscheidungsspiel um den WM-Platz gegenüberstanden. Nur Irland war diesmal noch schwächer als Dänemark, das damit erstmals nicht Gruppenletzter wurde.

### 1974 in der Bundesrepublik Deutschland
Für die WM im Nachbarland konnten sich die Dänen auch nicht qualifizieren. Schottland, das sich qualifizierte, und die Tschechoslowakei lagen in der Dreiergruppe vor Dänemark.

### 1978 in Argentinien
Auch für die vierte WM in Südamerika konnte sich Dänemark nicht qualifizieren und musste den Polen den Vortritt lassen. Aber auch Portugal lag am Ende noch vor Dänemark, das lediglich die beiden Spiele gegen Zypern gewinnen konnte.

### 1982 in Spanien
Für die WM in Spanien qualifizierte sich Dänemark ebenfalls nicht. Jugoslawien und Italien waren stärker und nur Griechenland und Luxemburg landeten noch hinter Dänemark. Immerhin gelang in der Qualifikation der erste Sieg gegen die italienische A-Nationalmannschaft.

### 1986 in Mexiko
Die Qualifikation zur zweiten WM in Mexiko verlief dann endlich erfolgreich. Schon bei der EM 1984 hatte Dänemark überraschend das Halbfinale erreicht. Sepp Piontek, der 1979 das Amt des Nationaltrainers bei den Dänen übernommen hatte, hatte um Morten Olsen, Preben Elkjær Larsen und Michael Laudrup eine Mannschaft aufgebaut, die durch ansehnlichen Angriffsfußball überzeugte und den Begriff „Danish Dynamite“ prägte, der zum Spitznamen der Nationalmannschaft wurde. Piontek griff dabei im Wesentlichen auf in den europäischen Ligen spielende Legionäre zurück, die die professionelle Einstellung aus ihren Vereinen mit in die Nationalmannschaft brachten, die zuvor eher eine Amateurmannschaft war und auch noch bis in die 1970er Jahre an den Olympischen Spielen teilgenommen hatte. In der Gruppe wurden die UdSSR, die sich ebenfalls qualifizierte, die Schweiz, Irland und Norwegen distanziert. Dabei wurden die letzten beiden Auswärtsspiele in Norwegen und Irland mit 5:1 und 4:1 gewonnen.
In Mexiko trafen die Dänen in einer sogenannten Todesgruppe auf Schottland sowie die beiden Exweltmeister Uruguay und Deutschland. Im ersten WM-Spiel der Dänen wurden die Schotten mit 1:0 besiegt, wobei Preben Elkjær Larsen das erste WM-Tor für Dänemark gelang. Gegen Uruguay folgte dann ein Paukenschlag und mit 6:1 wurde der erste Weltmeister Uruguay deklassiert, womit die Dänen für das Achtelfinale qualifiziert waren. Im abschließenden Gruppenspiel gegen die ebenfalls bereits für das Achtelfinale qualifizierten Deutschen gelang dann ein 2:0, obwohl sie lieber verloren hätten, denn als Gruppensieger traf Dänemark auf Spanien, gegen das sie im EM-Halbfinale 1984 verloren hatten, statt die als leichter eingeschätzten Marokkaner. Gegen die Spanier gingen sie dann zwar nach 33 Minuten durch einen von Jesper Olsen verwandelten Elfmeter in Führung, mussten aber kurz vor der Pause das 1:1 durch Emilio Butragueño hinnehmen, dem in der zweiten Halbzeit noch vier weitere Tore gelangen. Mit 1:5 schied Dänemark bei seiner ersten WM-Teilnahme aus.

### 1990 in Italien
In der Qualifikation zur zweiten WM in Italien spielte Dänemark in eine Vierergruppen mit Rumänien, Griechenland und Bulgarien. Am letzten Spieltag verlor Dänemark das entscheidende Gruppenspiel um den Gruppensieg gegen Rumänien mit 1:3 und belegte dadurch nur den zweiten Gruppenplatz.
Im Gegensatz zu den vier Fünfergruppen, wo neben den vier Gruppensiegern auch alle vier Gruppenzweiten für die WM qualifiziert waren, qualifizierten sich von den Gruppenzweiten der drei Vierergruppen nur die beiden besten durch einen Fernvergleich zwischen den besagten drei Gruppenzweiten. Hier zog Dänemark (nur 8 Punkte), gegenüber der BR Deutschland und England (beide je 9 Punkte) den Kürzeren und schied als schlechtester Gruppenzweiter aus, während sich die BR Deutschland und England für die WM 1990 qualifizierten.

### 1994 in den Vereinigten Staaten
Auch die Qualifikation für die WM in den USA verlief unglücklich und das obwohl die Dänen nach dem gewonnenen EM-Titel 1992 mit großen Hoffnungen in die Qualifikation gegangen waren. Die nicht für die EM qualifizierten Spanier und Iren, die bei gleicher Tordifferenz mehr Tore geschossen hatte, waren stärker als Dänemark, das nur Nordirland, Litauen, Lettland und Albanien noch hinter sich ließ.

### 1998 in Frankreich
Für die zweite WM in Frankreich konnte sich Dänemark zusammen mit Kroatien, das erstmals zu einer WM-Qualifikation zugelassen war, in der Gruppe gegen Griechenland, Bosnien-Herzegowina und Slowenien durchsetzen.
In Frankreich gewannen die Dänen zunächst gegen Saudi-Arabien mit 1:0 und erreichten dann ein 1:1 gegen WM-Neuling Südafrika. Gegen Gastgeber Frankreich wurde dann mit 1:2 verloren. Im Achtelfinale gewannen die Dänen dann mit 4:1 gegen den höher eingeschätzten Afrikameister Nigeria und trafen im Viertelfinale auf Titelverteidiger Brasilien. Dänemark ging bereits nach zwei Minuten in Führung, aber der Rekordweltmeister glich acht Minuten später aus, um seinerseits in der 25. Minute in Führung zu gehen. Brian Laudrup konnte zwar in der 50. Minute ausgleichen, aber bereits neun Minuten später gelang Brasilien das 3:2, wobei es dann blieb. Das Viertelfinalaus war damit besiegelt, aber ein besseres Resultat konnte bisher nicht erreicht werden.

### 2002 in Japan und Südkorea
Vier Jahre später gelang wieder die Qualifikation für die erste WM in Asien. Dänemark und Tschechien, das in den Play-offs der Gruppenzweiten an Belgien scheiterte, setzten sich gegen Bulgarien, Island, Nordirland und Malta durch. Dabei verlor Dänemark kein Spiel.
In Korea trafen sie im ersten Spiel auf Uruguay und gewannen mit 2:1. Dem folgte ein 1:1 gegen WM-Neuling Senegal, der den Titelverteidiger Frankreich überraschend im Eröffnungsspiel mit 1:0 besiegt hatte. Auch den Dänen gelang ein Sieg gegen Titelverteidiger (2:0), womit sie als Gruppensieger ins Achtelfinale einzogen. Dort trafen sie auf England und verloren mit 0:3.

### 2006 in Deutschland
Für die zweite WM in Deutschland konnten sich die Dänen dann nicht qualifizieren. In der Gruppe wurde mit einem Punkt Rückstand hinter den Türken nur der dritte Platz belegt. Gruppensieger Ukraine hatte drei Punkte mehr als Dänemark und qualifizierte sich erstmals für die WM-Endrunde. Die Punkte wurden bei den beiden Unentschieden gegen die Türkei und der Niederlage gegen Griechenland verloren. Aber auch das Remis in Georgien war zu wenig. Albanien und Kasachstan wurden dagegen zweimal besiegt.

### 2010 in Südafrika

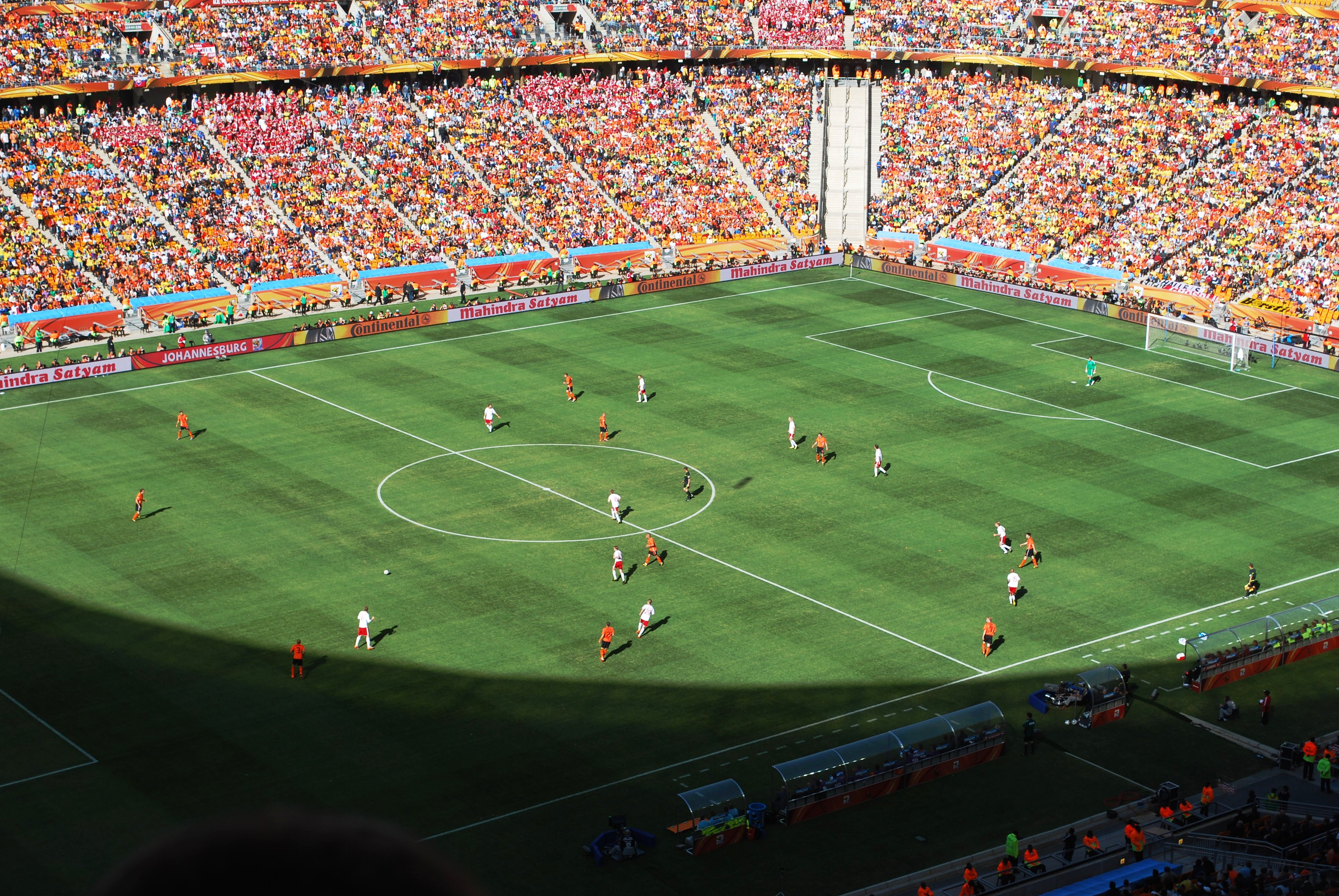
Szene aus dem Spiel Niederlande – Dänemark während des Vorrundenspiels der Fußball-Weltmeisterschaft 2010

Die Qualifikation zur Fußball-Weltmeisterschaft 2010 in Südafrika schaffte Dänemark hingegen als Gruppensieger einer Sechser-Gruppe vor Portugal, das sich über die Playoffs der Gruppenzweiten qualifizierte, Schweden, Ungarn, Albanien und Malta. Dabei verloren die Dänen nur in Portugal.
In Südafrika verloren die Dänen im ersten Spiel gegen die Niederlande mit 0:2. Gegen Kamerun folgte dann ein 2:1, aber ein 1:3 gegen Japan beendete die WM für die Dänen.

### 2014 in Brasilien
Für die zweite WM in Brasilien konnten sich die Dänen dann wieder nicht qualifizieren. In einer Gruppe mit Italien, Tschechien, Bulgarien, Armenien und Malta wurde nur der zweite Platz belegt. Mitentscheidend war eine überraschende 0:4-Heimniederlage gegen Armenien, wodurch Dänemark auch als schlechtester Gruppenzweiter nicht die Playoffs erreichte.

### 2018 in Russland
In der Qualifikation, die im September 2016 begann, trafen die Dänen, die seit Ende 2015 vom Norweger Åge Hareide trainiert werden, auf Rumänien, Polen, Montenegro, Armenien und Kasachstan. Von den ersten fünf Spielen konnten die Dänen nur zwei gewinnen, zwei wurden verloren und eins endete remis. Damit lagen die Dänen nur auf dem dritten Platz, punktgleich mit dem Zweiten Montenegro, aber bereits sechs Punkte hinter den führenden Polen. In der zweiten Hälfte gewannen die Dänen vier Spiele u. a. 4:0 gegen den späteren Gruppensieger Polen und gaben nur noch im letzten Spiel gegen Rumänien einen Punkt ab. Damit erreichten sie den zweiten Platz und trafen in zwei Spielen als drittbester Gruppenzweiter auf Irland. Nach einem 0:0 im Heimspiel gerieten sie im Rückspiel in der sechsten Minute in Rückstand. In der 29. Minute konnte Andreas Christensen zunächst ausgleichen. Christian Eriksen brachte die Dänen drei Minuten später erstmals in Führung und erhöhte in der 63. und 73. Minute auf 4:1. In der 90. Minute erzielte Nicklas Bendtner per Elfmeter den 5:1-Endstand. Damit qualifizierte sich Dänemark als letzte europäische Mannschaft für die Endrunde.

### 2022 in Katar
In der Qualifikation sind Österreich, Schottland, Israel, die Färöer und die Republik Moldau die Gegner. Gegen Österreich ist die Bilanz mit je vier Siegen und Niederlagen sowie einem Remis ausgeglichen. Es gab erst zwei Pflichtspiele zwischen beiden, in der Qualifikation, die die Dänen beide gewannen für die EM 1992 und an der die Dänen nach dem Ausschluss Jugoslawiens noch teilnehmen durften und letztlich Europameister wurden. Gegen die Schotten gab es noch kein Remis, aber sechs Siege und zehn Niederlagen. Nach dem Sieg bei der WM 1986 gab es nur Freundschaftsspiele, zuvor vier EM- und zwei WM-Qualifikationsspiele, von denen nur eins gewonnen wurde. Gegen Israel ist die Bilanz mit sieben Siegen und einer Niederlage positiv. Bisher gab es erst zwei Pflichtspiele in der Qualifikation für die EM 2000, die beide gewonnen wurden. Gegen die Färöer gab es bisher vier Siege, davon zwei in der Qualifikation für die EM 1992 und einen bei der Nordischen Meisterschaft 2000/01. Gegen die Republik Moldau wurde noch nie gespielt. Die Dänen gewannen die ersten acht Spiele ohne Gegentor und qualifizierten sich am 13. Oktober 2021 vor den letzten beiden Spielen für die WM-Endrunde.
Gegner bei der Endrunde waren wie 2018 Titelverteidiger Frankreich und Australien sowie erstmals bei einer Weltmeisterschaft Tunesien. Nach einem torlosen Unentschieden gegen Tunesien und einer 1:2-Niederlage gegen das französische Team, gegen das im Juni und September noch beide Spiele in der UEFA Nations League 2022/23 gewonnen wurden, verlor Dänemark auch das letzte Gruppenspiel gegen Australien mit 0:1. Damit schied die dänische Mannschaft mit nur einem Punkt als Gruppenletzter in der Vorrunde des Turniers aus und fiel in der ewigen Rangliste um einen Platz zurück.

### WM 2026 in Kanada, Mexiko und den USA
In der Qualifikation trifft die dänische Mannschaft, nachdem sie sich im Viertelfinale der Nations League nicht gegen Portugal durchsetzen konnte, in einer Vierergruppe ab September 2025 auf Griechenland, Schottland und Belarus. Die Griechen sind häufigster Gegner der Dänen in der WM-Qualifikation. Bereits fünfmal (1966, 1982, 1990, 1998 und 2006) trafen sie dort aufeinander, wobei sich die Dänen einmal (1998) und die Griechen nie qualifizieren konnten.

## Spieler

### Rangliste der dänischen WM-Spieler mit den meisten Einsätzen

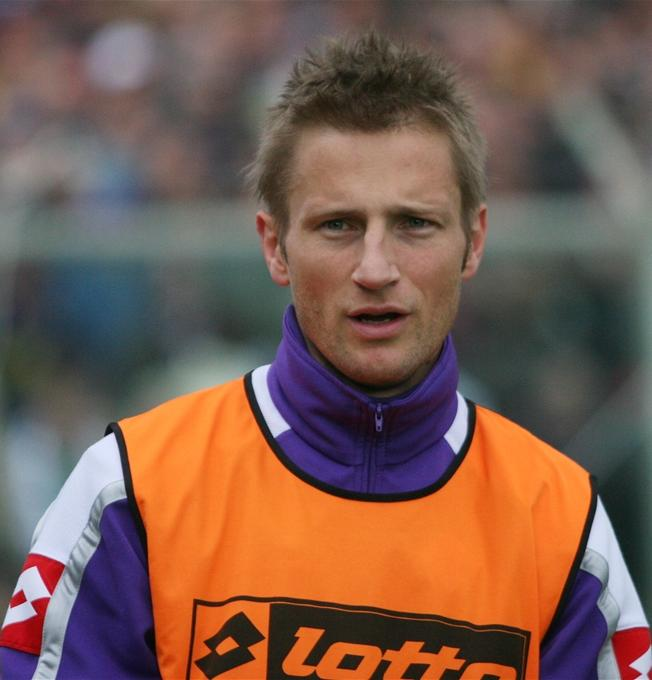
Martin Jørgensen, Spieler mit den meisten WM-Einsätzen für Dänemark

01. Martin Jørgensen: 11 Einsätze bei 3 Turnieren
02. Christian Eriksen, Michael Laudrup und Thomas Helveg: 9 Einsätze bei 3 bzw. 2 Turnieren
05. Ebbe Sand: 8 Einsätze bei 2 Turnieren
06. Andreas Christensen, Simon Kjær, Dennis Rommedahl, Jan Heintze, Kasper Schmeichel und Thomas Sørensen: 7 Einsätze bei 3 (Kjær) bzw. 2 Turnieren
12. Martin Braithwaite, Andreas Cornelius, Jesper Grønkjær, Christian Poulsen, Jon Dahl Tomasson und Stig Tøfting: 6 Einsätze bei 2 Turnieren

### Rangliste der dänischen WM-Spieler mit den meisten WM-Toren
01. Jon Dahl Tomasson – 5 Tore
02. Preben Elkjær Larsen – 4 Tore
03. Jesper Olsen – 3 Tore

### WM-Kapitäne
- 1986: Morten Olsen
- 1998: Michael Laudrup
- 2002: Jan Heintze (1. und 2. Spiel), René Henriksen (3. und 4. Spiel)
- 2010: Jon Dahl Tomasson (2. und 3. Spiel), Martin Jørgensen (1. Spiel)
- 2018: Simon Kjær
- 2022: Simon Kjær (1. Spiel), Kasper Schmeichel (2. und 3. Spiel)

### Bei Weltmeisterschaften gesperrte Spieler
- 1986: Frank Arnesen erhielt im Spiel gegen Deutschland zwei Minuten vor Spielende die Rote Karte und war für das Achtelfinale gesperrt.
- 1998: Miklos Molnar erhielt im zweiten Gruppenspiel gegen Südafrika acht Minuten nach seiner Einwechslung die Rote Karte, sowie Morten Wieghorst in der 85. Minute, drei Minuten nach seiner Einwechslung.[4] Beide waren für das letzte Gruppenspiel gesperrt. Die zweiten Gelben Karten für Søren Colding und Stig Töfting im Viertelfinale hatten keinen weiteren Effekt.
- 2002: Christian Poulsen erhielt im letzten Gruppenspiel die zweite Gelbe Karte und war für das Achtelfinale gesperrt.
- 2006: Simon Kjær erhielt im zweiten Gruppenspiel die zweite Gelbe Karte und war für das letzte Gruppenspiel gesperrt.
- 2018: Yussuf Poulsen erhielt im zweiten Gruppenspiel die zweite Gelbe Karte und ist für das letzte Gruppenspiel gesperrt.

### Anteil der im Ausland spielenden Spieler im WM-Kader
Legionäre stellten immer den größten Anteil in der dänischen Mannschaft.
| Jahr (Spiele) | Anzahl (Länder) | Spieler (Einsätze) |
| ------------- | --- | --- |
| 1986 (4)      | 15 (3 in Belgien, 1 in Deutschland, 3 in England, 3 in Italien, 4 in den Niederlanden, 1 in der Schweiz)                                   | Henrik Andersen (3), Per Frimann (0), Morten Olsen (4); Søren Lerby; Jan Mølby (4), Jesper Olsen (4), John Sivebæk (2); Klaus Berggreen (3), Preben Elkjær Larsen (4), Michael Laudrup (4); Frank Arnesen (3), Søren Busk (4), John Eriksen (2), Ivan Nielsen (3); Jens Jørn Bertelsen (3) |
| 1998 (5)      | 16 (3 in Deutschland, 4 in England, 2 in Italien, 2 in den Niederlanden, 3 in Schottland, 1 in Spanien, 1 in der Türkei)                   | Jan Heintze (5), Michael Schjønberg (4), Stig Tøfting (2); Per Frandsen (2), Jacob Laursen (1), Allan Nielsen (5), Peter Schmeichel (5); Thomas Helveg (5), Martin Jørgensen (5); Michael Laudrup (5), Peter Møller (2); Brian Laudrup (5), Marc Rieper (5), Morten Wieghorst (3); Miklos Molnar (1); Jes Høgh (5) |
| 2002 (4)      | 21 (1 in Deutschland, 6 in England, 2 in Griechenland, 3 in Italien, 4 in den Niederlanden, 1 in Norwegen, 3 in Schottland, 1 in Schweden) | Ebbe Sand (3); Thomas Gravesen (4), Jesper Grønkjær (4), Claus Jensen (1), Niclas Jensen (3), Thomas Sørensen (4), Stig Tøfting (4); René Henriksen (4), Jan Michaelsen (0); Thomas Helveg (4), Martin Jørgensen (3), Martin Laursen (4); Kasper Bøgelund (2), Jan Heintze (2), Dennis Rommedahl (4), Jon Dahl Tomasson (4); Steven Lustü (0); Jesper Christiansen (0), Peter Kjær (0), Peter Løvenkrands (1); Brian Steen Nielsen (0)                                                                       |
| 2010 (3)      | 16 (3 in Deutschland, 4 in England, 3 in Italien, 5 in den Niederlanden, 1 in Spanien)                                                     | Daniel Jensen (1), Thomas Kahlenberg (3) Søren Larsen (1); Daniel Agger (3), Nicklas Bendtner (3), Lars Jacobsen (3), Thomas Sørensen (3); Simon Kjær (2), Per Krøldrup (1), Christian Poulsen (2); Thomas Enevoldsen (1), Christian Eriksen (2), Simon Poulsen (3), Dennis Rommedahl (3), Jon Dahl Tomasson (2); Patrick Mtiliga (0) |
| 2018 (4)      | 20 (3 in Deutschland, 8 in England, 1 in Frankreich, 2 in Italien, 3 in den Niederlanden, 3 in Spanien)                                    | Thomas Delaney (4), Yussuf Poulsen (3), Jannik Vestergaard; Martin Braithwaite (4), Andreas Christensen (4), Henrik Dalsgaard (4), Christian Eriksen (4), Jonas Knudsen (1), Jonas Lössl, Kasper Schmeichel (4), Zanka (3); Lukas Lerager (1); Andreas Cornelius (3), Jens Stryger Larsen (3); Kasper Dolberg (1), Nicolai Jørgensen (2), Lasse Schöne (3); Simon Kjær (4), Michael Krohn-Dehli (1), Pione Sisto (4)                                                                                         |
| 2022 (3)      | 24 (1 in Belgien, 6 in Deutschland, 7 in England, 1 in Frankreich, 2 in Italien, 1 in Portugal, 4 in Spanien, 2 in der Türkei)             | Andreas Skov Olsen (2); Oliver Christensen, Jesper Lindstrøm (3), Yussuf Poulsen, Frederik Rønnow, Robert Skov (1), Jonas Wind; Joachim Andersen (3), Mikkel Damsgaard (3), Christian Eriksen (3), Pierre Emile Højbjerg (3), Mathias Jensen (2), Rasmus Kristensen (3) Christian Nørgaard (1); Kasper Schmeichel (3); Simon Kjær (1), Joakim Mæhle (3); Alexander Bah (2); Martin Braithwaite (2), Andreas Christensen (3), Thomas Delaney (1), Kasper Dolberg (3); Jens Stryger Larsen, Victor Nelsson (1) |

## Spiele
- Dänemark bestritt bisher 23 WM-Spiele. Davon wurden 9 gewonnen, 8 verloren und 6 endeten remis. Ein Spiel musste verlängert werden und wurde im Elfmeterschießen verloren.
- Dänemark traf im WM-Turnier bisher viermal auf Frankreich sowie zweimal auf Australien und Uruguay, sonst gab es keine weiteren Begegnungen gegen die anderen Mannschaften.

Alle anderen WM-Paarungen Dänemarks waren bisher einmalig.
- Dänemark nahm nie am Eröffnungsspiel teil, traf aber einmal (1998) auf den Gastgeber.
- 1998 im Viertelfinale und 2002 sowie 2022 in der Vorrunde spielten die Dänen gegen den Titelverteidiger.
- Dänemark traf zweimal auf WM-Neulinge: 1998/Südafrika, 2002/Senegal.
- 1998 und 2018 spielte Dänemark gegen den späteren Weltmeister Frankreich und erreichte 2018 in der Vorrunde ein torloses Remis, so dass Dänemark 2018 der einzige Gegner des späteren Weltmeister war, der gegen die Franzosen nicht verlor.

| Alle WM-Spiele |            |                      |                |   |                        |               | |
| Nr.            | Datum      | Ergebnis             | Gegner         |   | Austragungsort         | Anlass        | Bemerkungen |
| 1              | 04.06.1986 | 1:0                  | Schottland     | * | Nezahualcóyotl (MEX)   | Vorrunde      | |
| 2              | 08.06.1986 | 6:1                  | Uruguay        | * | Nezahualcóyotl (MEX)   | Vorrunde      | 1. Länderspiel gegen Uruguay                                                                                    |
| 3              | 13.06.1986 | 2:0                  | BR Deutschland | * | Querétaro (MEX)        | Vorrunde      | |
| 4              | 18.06.1986 | 1:5                  | Spanien        | * | Querétaro (MEX)        | Achtelfinale  | |
| 5              | 12.06.1998 | 1:0                  | Saudi-Arabien  | * | Lens (FRA)             | Vorrunde      | 100. Spiel von Michael Laudrup (nach DBU-Zählung)                                                               |
| 6              | 18.06.1998 | 1:1                  | Südafrika      | * | Toulouse (FRA)         | Vorrunde      | 1. Länderspiel gegen Südafrika 100. Spiel von Michael Laudrup (nach FIFA-Zählung)                               |
| 7              | 24.06.1998 | 1:2                  | Frankreich     | A | Lyon (FRA)             | Vorrunde      | Peter Schmeichel löst mit seinem 103. Länderspiel (nach DBU-Zählung) Morten Olsen als Rekordnationalspieler ab. |
| 8              | 28.06.1998 | 4:1                  | Nigeria        | * | Saint-Denis (FRA)      | Achtelfinale  | 1. Länderspiel gegen Nigeria                                                                                    |
| 9              | 03.07.1998 | 2:3                  | Brasilien      | * | Nantes (FRA)           | Viertelfinale | |
| 10             | 01.06.2002 | 2:1                  | Uruguay        | * | Ulsan (KOR)            | Vorrunde      | |
| 11             | 06.06.2002 | 1:1                  | Senegal        | * | Daegu (KOR)            | Vorrunde      | |
| 12             | 11.06.2002 | 2:0                  | Frankreich     | * | Incheon (KOR)          | Vorrunde      | |
| 13             | 15.06.2002 | 0:3                  | England        | * | Niigata (JPN)          | Achtelfinale  | |
| 14             | 14.06.2010 | 0:2                  | Niederlande    | * | Johannesburg (ZAF)     | Vorrunde      | |
| 15             | 19.06.2010 | 2:1                  | Kamerun        | * | Pretoria (ZAF)         | Vorrunde      | |
| 16             | 24.06.2010 | 1:3                  | Japan          | * | Rustenburg (ZAF)       | Vorrunde      | |
| 17             | 16.06.2018 | 1:0                  | Peru           | * | Saransk (RUS)          | Gruppenspiel  | Erstes Spiel gegen Peru                                                                                         |
| 18             | 21.06.2018 | 1:1                  | Australien     | * | Samara (RUS)           | Gruppenspiel  | |
| 19             | 26.06.2018 | 0:0                  | Frankreich     | * | Moskau (RUS)           | Gruppenspiel  | Einziges torloses Remis bei der WM 2018                                                                         |
| 20             | 01.07.2018 | 1:1 n. V., 2:3 i. E. | Kroatien       | * | Nischni Nowgorod (RUS) | Achtelfinale  | |
| 21             | 22.11.2022 | 0:0                  | Tunesien       | * | ar-Rayyan (QAT)        | Vorrunde      | |
| 22             | 26.11.2012 | 1:2                  | Frankreich     | * | Doha (QAT)             | Vorrunde      | |
| 23             | 30.11.2012 | 0:1                  | Australien     | * | al-Wakra (QAT)         | Vorrunde      | |

### Höchste Siege und Niederlagen
Die dänische Mannschaft erzielte ihre höchsten Siege gegen folgende Länder bei WM-Turnieren:
- Kamerun: Vorrunde 2010 – 2:1 (zudem ein 2:1 in einem Freundschaftsspiel)
- Nigeria: Achtelfinale 1998 – 4:1 (einziges Spiel gegen Nigeria)
- Peru: Vorrunde 2018 – 1:0 (einziges Spiel gegen Peru)
- Uruguay: Vorrunde 1986 – 6:1

Gegen folgende Länder kassierte die dänische Mannschaft ihre höchsten Niederlagen bei WM-Turnieren:
- Australien: Vorrunde 2022 – 0:1 (sowie ein 0:1 in einem Freundschaftsspiel)
- Japan: Vorrunde 2010 – 1:3 (einzige Niederlage gegen Japan)
- Spanien: Achtelfinale 1986 – 1:5

## Rekorde
- Zweitschnellstes Tor nach einer Einwechslung: Ebbe Sand nach 21 Sekunden gegen Nigeria bei der WM 1998.
- Dänemark erzielte von den Mannschaften, die maximal fünfmal teilnahmen die zweitmeisten Tore: 30
- Die wenigsten Gegentore bei einem Turnier: 2 bei der WM 2018 in 4 Spielen (zudem Iran und Peru in je 3 Spielen)

### Negativrekorde
- Höchste Niederlage im Achtelfinale (nach der Vorrunde): 1986 1:5 gegen Spanien
- Dänemark gehört neben der Tschechoslowakei (1978) und Griechenland (2006) zu den drei Europameistern, die sich nicht für die WM qualifizieren konnten. Dänemark scheiterte nach dem EM-Titel 1992 in der Qualifikation für die WM 1994.
- Schnellste Rote Karte nach Einwechslung:Morten Wieghorst 85. Minute – 3 Minuten nach Einwechslung, 1998 im Spiel gegen Südafrika (ebenso wie Ion Vlădoiu/Rumänien, der 1994 gegen die Schweiz in der 73. und Marco Etcheverry/Bolivien, der 1994 im Spiel gegen Deutschland in der 82. Minute die Rote Karte erhielten)